# 恩里科·卡尔迪莱
恩里科·卡尔迪莱（義大利語：Enrico Cardile，1975年4月5日—）是一名意大利一级方程式空气动力学家，目前担任阿斯顿·马丁车队的首席技术官。

## 职业生涯
2002年，卡尔迪莱在比萨大学取得了航空航天工程学位。在接下来的三年里，他与法拉利合作进行空气动力学创新研发项目。
2005年，卡尔迪莱加入法拉利，参加与FIA GT锦标赛相关的项目，负责空气动力学研发工作。
2016年，卡尔迪莱进入法拉利一级方程式车队，担任空气动力学研发总监，并于次年被任命为车辆项目经理。
2024年7月，卡尔迪莱宣布离开法拉利车队，并稍后宣布将在花园假期后于2025年加入阿斯顿·马丁车队，担任首席技术官。